# Eman Hassane Al-Rufei
Eman Hassane Al-Rufei (16 februari 1982), is een Iraaks schaakster met de FIDE-titel Internationaal Meester bij de vrouwen (WIM). Ze behaalde individuele gouden en zilveren medailles op Schaakolympiades.
Sinds de late jaren 90 was Al-Rufei een van de leidende Iraakse schaaksters. In 1999 werd ze FIDE Meester bij de vrouwen (WFM), in 2001 werd ze Internationaal Meester bij de vrouwen (WIM).
- In 2012 werd ze Iraaks vrouwenkampioen met 9 punten uit 9 partijen (100%).[3]
- In 2014 werd Al-Rufei derde op het Arabische schaakkampioenschap voor vrouwen.[4]
- In 2016 werd ze 28e in het Aziatisch schaakkampioenschap voor vrouwen.[5]

## Schaakteams
Al-Rufei speelde met het nationale vrouwenteam van Irak diverse keren in de Schaakolympiade voor vrouwen:
- in 1998, aan het tweede bord in de 33e Schaakolympiade voor vrouwen in Elista (+7 =2 –0) waarbij ze een individuele gouden medaille won
- in 2000, aan het tweede bord in de 34e Schaakolympiade voor vrouwen in Istanboel (+6 =4  –0) waarbij ze een individuele zilveren medaille won
- in 2006, aan het eerste bord in de 37e Schaakolympiade voor vrouwen in Turijn (+7 =0 –1) waarbij ze een individuele zilveren medaille won
- in 2012, aan het eerste bord in de 40e Schaakolympiade voor vrouwen in Istanboel (+6 =2 –3)
- in 2016, aan het tweede bord in de 42e Schaakolympiade voor vrouwen in Bakoe (+5 =2 –3)[6]

Ze nam ook met het Iraakse vrouwenteam deel aan de Pan-Arabische Spelen:
- in 2007, aan het eerste bord in de 11e Pan-Arabische Spelen voor vrouwen in Caïro (+4 =0 –1), waarbij ze een individuele gouden medaille won
- in 2011, aan het tweede bord in de 12e Pan-Arabische Spelen voor vrouwen in Doha (+6 =0 –1), waarbij ze met het team een bronzen medaille won en individueel een gouden medaille

## Externe koppelingen
- (en)   Informatie over schaakpartijen van Eman Hassane Al-Rufei op ChessGames.com
- (en)   Informatie over schaakpartijen van Eman Hassane Al-Rufei op 365chess.com
- (en)  FIDE-ratinggegevens voor Eman Hassane Al-Rufei